# Žiga Jelar
Žiga Jelar (22. listopada 1997.), slovenski skijaš skakač. Član je SK Triglav Kranj.
Deibitirao je u Alpskom kupu 13. i 14. rujna u Einsiedelnu, gdje je osvojio 60. i 57. mjesto. Veljače 2014. prvi je put nastupio u FIS kupu. Od tad redovno sudjeluje na obama natjecanjima.
U Kontinentalnom pokalu prvi je put nastupio 1. veljače 2015. godine. Najbolji plasman ostvario je u Bischofshofnu 30. siječnja 2016. godine s osmim mjestom. 23. veljače 2016. prvi je put nastupio u Svjetskom kupu i osvojio 43. mjesto i nije osvojio bodove. 
Na slovenskom prvenstvu 2016. održanom na Planici u muškoj je konkurenci osvojio zlato. S njim su skakali Cene Prevc, Domen Prevc i Nejc Dežman.
Na Svjetskom juniorskom prvenstvu 2017. u Park Cityju osvojio je sa Slovenijom zlato u momčadskoj konkurenciji na maloj skakaonici. S njim su skakali Tilen Bartol, Aljaž Osterc i Bor Pavlovčič. U mješovitoj konkurenciji bio je prvi. S njim su skakali Nika Križnar, Tilen Bartol i Ema Klinec. U pojedinačnoj konkurenciji bio je šesti.

## Vanjske poveznice
- Žiga Jelar[neaktivna poveznica], Međunarodna skijaška federacija (eng.)